# جيم إيفانز
جيم إيفانز (بالإنجليزية: Jim Evans)‏ هو رسام ومصور أمريكي، ولد في 1950 في سان دييغو في الولايات المتحدة.